# Isabella van Vermandois
Isabella van Vermandois (1085-1131) was de derde dochter van Hugo I van Vermandois en Adelheid van Vermandois. Via haar vader vertegenwoordigt ze de lijn der Capetingers, en via haar moeder de Karolingers. Door haar huwelijken met twee Engelse graven is ze een voorouder van talrijke adellijke families.

## Familie
Na Mathilde en Beatrix was ze de derde dochter in het gezin. Toen ze elf jaar was, werd ze met instemming van haar vader net voor diens vertrek in de Eerste Kruistocht uitgehuwelijkt. Toen ze zestien jaar was, verloor ze haar vader, opnieuw tijdens een kruistocht. Haar oudste broer Roland zette de Vermandois-lijn door, terwijl haar broer Simon bisschop van Noyon werd.

## Eerste huwelijk
In 1096 liet Robert I van Meulan, een edelman die meevocht met Willem de Veroveraar, zijn oog vallen op de jonge Isabella. Ondanks veel tegenstand, o.a. vanwege de Engelse clerus, bekwam vader Hugo van paus Urbanus II een goedkeuring en kon het huwelijk met de elfjarige Isabella voltrokken worden. Ze trok daarop naar Engeland met haar man, die heel wat invloed had aan het hof van Hendrik I van Engeland. Haar man werd in 1107 de eerste graaf van Leicester. Zijn gezondheid ging achteruit, en in 1118 overleed hij.

## Tweede huwelijk
Er zijn geruchten, ook bevestigd door de geschiedkundige James Planché (1874), dat Isabella tijdens de laatste jaren van Robert I een affaire zou gehad hebben met een jongere edelman. Mogelijks betrof het Willem II van Warenne, met wie ze in 1118 huwde. Willem was de tweede graaf van Surrey. Isabella overleefde ook haar tweede man, en stierf in 1131.

## Kinderen
Uit haar eerste huwelijk had ze deze kinderen:
- Emma de Beaumont (geboren 1102)
- Walram IV van Meulan, graaf van Meulan (geboren in 1104), gehuwd en met nageslacht.
- Robert van Beaumont, tweede graaf van Leicester (geboren in 1104), gehuwd en met nageslacht.
- Hugo van Beaumont, eerste graaf van Bedford (geboren rond 1106) verloor zijn graafschap, heeft nageslacht.
- Adelheid van Beaumont (geboren rond 1107) huwde twee keer.
- Aubree (of Alberee) van Beaumont (geboren rond 1109), huwde met Hugo II van Châteauneuf-en-Thimerais.
- Maud van Beaumont (geboren rond 1111), gehuwd.
- Isabella van Beaumont (geboren na 1102), een minares van Hendrik I van England. Ze huwde twee keer.

Uit haar tweede huwelijk had ze nog 5 kinderen:
- Willem van Warenne, derde graaf van Surrey.
- Ralph van Warenne
- Reginald van Warenne, die kastelen erfde in Normandië.
- Ada van Warenne (overleden rond 1178), die huwde met Henry van Schotland, derde graaf van Huntingdon, de jongere zoon van koning David I van Schotland. Ze staat bekend als de "Queen mother" van Schotland wegens haar twee zonen Malcolm IV van Schotland en Willem I van Schotland en dus indirect voorouder van tal van Schotse koningen.

## Voorouders
| Voorouders van Isabella van Vermandois (1085-1131) | Voorouders van Isabella van Vermandois (1085-1131)                        | Voorouders van Isabella van Vermandois (1085-1131)                        | Voorouders van Isabella van Vermandois (1085-1131)                      | Voorouders van Isabella van Vermandois (1085-1131)                      | Voorouders van Isabella van Vermandois (1085-1131)                        | Voorouders van Isabella van Vermandois (1085-1131)                        | Voorouders van Isabella van Vermandois (1085-1131)                        | Voorouders van Isabella van Vermandois (1085-1131)                        |
| -------------------------------------------------- | ------------------------------------------------------------------------- | ------------------------------------------------------------------------- | ----------------------------------------------------------------------- | ----------------------------------------------------------------------- | ------------------------------------------------------------------------- | ------------------------------------------------------------------------- | ------------------------------------------------------------------------- | ------------------------------------------------------------------------- |
| Overgrootouders                                    | Robert II van Frankrijk (972-1031) ∞ 1003 Constance van Arles (1086-1034) | Robert II van Frankrijk (972-1031) ∞ 1003 Constance van Arles (1086-1034) | Jaroslav de Wijze (978-1054) ∞ 1019 Ingegred van Zweden (1033-1113)     | Jaroslav de Wijze (978-1054) ∞ 1019 Ingegred van Zweden (1033-1113)     | Otto van Vermandois (990–1045) ∞ Pavia (-)                                | Otto van Vermandois (990–1045) ∞ Pavia (-)                                | Rudolf IV van Vexin (1021-1074) ∞ Adelheid van Boves (1010-1053)          | Rudolf IV van Vexin (1021-1074) ∞ Adelheid van Boves (1010-1053)          |
| Grootouders                                        | Hendrik I van Frankrijk (1008-1060) ∞ 1051 Anna van Kiev (1036-1078)      | Hendrik I van Frankrijk (1008-1060) ∞ 1051 Anna van Kiev (1036-1078)      | Hendrik I van Frankrijk (1008-1060) ∞ 1051 Anna van Kiev (1036-1078)    | Hendrik I van Frankrijk (1008-1060) ∞ 1051 Anna van Kiev (1036-1078)    | Herbert IV van Vermandois (1032-1080) ∞ Adelheid II van Vexin (1040-1077) | Herbert IV van Vermandois (1032-1080) ∞ Adelheid II van Vexin (1040-1077) | Herbert IV van Vermandois (1032-1080) ∞ Adelheid II van Vexin (1040-1077) | Herbert IV van Vermandois (1032-1080) ∞ Adelheid II van Vexin (1040-1077) |
| Ouders                                             | Hugo I van Vermandois (1053-1101) ∞ Adelheid van Vermandois (1062-1122)   | Hugo I van Vermandois (1053-1101) ∞ Adelheid van Vermandois (1062-1122)   | Hugo I van Vermandois (1053-1101) ∞ Adelheid van Vermandois (1062-1122) | Hugo I van Vermandois (1053-1101) ∞ Adelheid van Vermandois (1062-1122) | Hugo I van Vermandois (1053-1101) ∞ Adelheid van Vermandois (1062-1122)   | Hugo I van Vermandois (1053-1101) ∞ Adelheid van Vermandois (1062-1122)   | Hugo I van Vermandois (1053-1101) ∞ Adelheid van Vermandois (1062-1122)   | Hugo I van Vermandois (1053-1101) ∞ Adelheid van Vermandois (1062-1122)   |